# Terminal server
Terminálový server připojuje zařízení k místní síti (LAN) prostřednictvím sériového portu. Terminálové servery mohou být velmi jednoduchá zařízení, která nenabízejí žádné bezpečnostní funkce, jako je šifrování dat a ověřování uživatelů, ale i vysoce zabezpečené zařízení zajišťující, že přístup mají pouze určení uživatelé a že data přenášená přes LAN nebo přes internet jsou šifrována. Vzdálený přístup umožňuje ovládat, monitorovat, diagnostikovat a odstraňovat problémy prostřednictvím telekomunikační sítě.

## Použití
Pro terminálový server je možné použít různé produkty:
- telnet – nešifrované spojení přes LAN pomocí TCP protkolu
- SSH – šifrovaná náhrada telnetu
- RDP – vzdálené použití grafického prostředí počítače (Windows)
- VNC – vzdálené použití grafického prostředí počítače (Linux)
- TeamViewer atd.
- KVM switch – fyzické propojení jednoho pracoviště (klávesnice, myš, monitor) s více počítači